# Бисо (Златна обала)
Бисо (фр. Busseaut) насеље је и општина у источном делу централне Француске у региону Бургоња, у департману Златна обала која припада префектури Монбар.
По подацима из 2011. године у општини је живело 61 становника, а густина насељености је износила 5,74 становника/km². Општина се простире на површини од 10,62 km². Налази се на средњој надморској висини од 237 метара (максималној 406 m, а минималној 266 m).

## Демографија
| 1962. | 1968. | 1975. | 1982. | 1990. | 1999. | 2011. |
| ----- | ----- | ----- | ----- | ----- | ----- | ----- |
| 40    | 57    | 56    | 51    | 60    | 55    | 61    |

График промене броја становника у току последњих година